# Alexander Turbiner
Alexander Victorovich Turbiner (Moscú, Rusia, 23 de julio de 1950) es un físico teórico y matemático de nacionalidad rusa y mexicana, reconocido por sus contribuciones en física matemática, métodos no perturbativos y física atómica y molecular. Es investigador titular C en el Instituto de Ciencias Nucleares de la Universidad Nacional Autónoma de México (UNAM) y ha sido galardonado con el Premio al Mejor Artículo de 2011 del *Journal of Physics A*.

## Biografía
Alexander Turbiner nació el 23 de julio de 1950 en Moscú, Rusia. Obtuvo un diploma cum laude en el Moscow Institute of Physics and Technology en 1974, un doctorado en Física de altas energías en 1978 y un segundo doctorado (DSc) en Física y Matemáticas en 1989, ambos en el Instituto de Física Teórica y Experimental de Moscú. En 1994 se incorporó a la Universidad Nacional Autónoma de México (UNAM) como investigador titular C, inicialmente en el Instituto de Física y posteriormente en el Instituto de Ciencias Nucleares.

## Contribuciones científicas
Turbiner ha publicado más de 200 artículos científicos, con más de 6,000 citas según Google Scholar. Sus investigaciones se centran en física matemática, métodos no perturbativos, álgebras de Lie y física atómica y molecular en campos magnéticos fuertes. Entre sus principales aportaciones se encuentran:
- Estudios sobre el oscilador anarmónico en espacios multidimensionales, incluyendo sistemas de muchos cuerpos con potenciales cuárticos y séxticos.[5]
- Análisis de sistemas atómicos y moleculares en campos magnéticos intensos.[6]
- Desarrollo de funciones de onda ultra-compactas para secuencias iso-electrónicas de helio y litio.[7]
- Aplicaciones de álgebras de Lie, como gl(3), en sistemas cuánticos integrables.[8]

Ha colaborado con investigadores como Pavel Winternitz, Mikhail Shifman y Edward Shuryak, y sus trabajos han aparecido en revistas como *Journal of Physics A: Mathematical and Theoretical*, *Physics Reports* e *International Journal of Quantum Chemistry*.

### Publicaciones destacadas
Turbiner es coautor de los siguientes libros:
- Quantum Anharmonic Oscillator (con Juan Carlos del Valle, World Scientific, 2023).[9]
- El Arte de Resolver la Ecuación de Schrödinger (con Juan Carlos López Vieyra, Facultad de Ciencias, UNAM, 2024).[10]

## Reconocimientos
- 1996: Visitante Oficial de NORDITA.[3]
- 2000: Sistema Nacional de Investigadores (SNI), Nivel III, México.[11]
- 2000: Fellow de la American Physical Society (APS), por su descubrimiento y análisis de ecuaciones de Schrödinger cuasi-exactamente solubles.[12]
- 2005: Fellow del Institute of Physics (FInstP), Reino Unido.[3]
- 2008: Miembro de la New York Academy of Sciences.[3]
- 2011: Premio al Mejor Artículo del *Journal of Physics A*.[2]